# Marcas de la memoria
«Marcas de la memoria» es el término utilizado en Uruguay para designar placas conmemorativas u otras expresiones materiales simbólicas recordatorias en sitios públicos considerados símbolos de la lucha civil contra el accionar ilegítimo del Estado (1968 - 1973) y la Dictadura cívico-militar en Uruguay (1973-1985) o donde notoriamente se identifique que se hayan producido violaciones a los derechos humanos por motivos políticos, ideológicos o gremiales en dicho lapso.
Las primeras «marcas» fueron instaladas en el Departamento de Montevideo por iniciativa de la asociación civil Memoria de la Resistencia y fueron las que impusieron el uso del nombre. 
A la iniciativa mencionada se agregaron otras instalaciones con los mismos fines y alcance, impulsadas por el gobierno nacional, gobiernos locales, particulares, organizaciones barriales, sindicatos y partidos políticos, que llevaron a la instalación de placas y monumentos en lugares ubicados en todo el país.
La denominación "Marcas de la memoria" ha pasado a utilizarse en forma general para referirse a todas estas expresiones.

## Marcas del proyecto “Marcas de la resistencia”

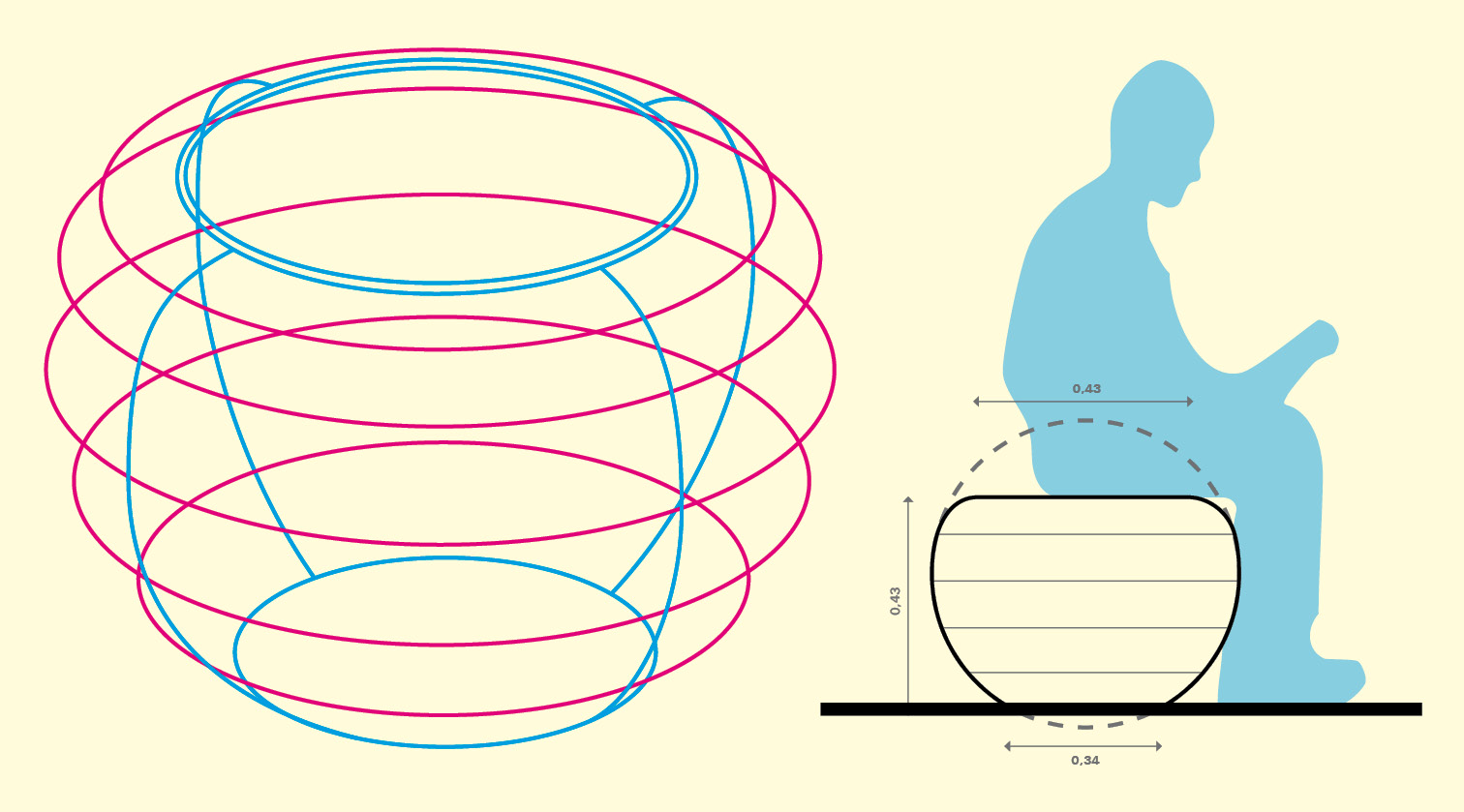
El diseño de las marcas colocadas en Montevideo estuvo a cargo del Programa de Comunicación Visual del Instituto de Diseño de la Facultad de Arquitectura de la Universidad de la República.

«Marcas de la resistencia»— es un proyecto urbanístico desarrollado en Uruguay por la asociación civil Memoria de la Resistencia, el pit-cnt, el Ministerio de Transporte y Obras Públicas, la Universidad de la República y la Intendencia Departamental de Montevideo. Su objetivo es señalar, a través de pequeños monumentos, puntos geográficos del país considerados símbolos de la lucha civil contra la dictadura.
El 24 de junio de 2013, la Intendencia Departamental de Montevideo firmó con el Instituto Cuesta Duarte del PIT-CNT —este último, en representación de la Asociación Memoria de la Resistencia 1973-1985—  el convenio que daría inicio al proyecto, el que comenzó a materializarse tres meses después: el 25 de septiembre de ese mismo año se colocaba la primera de las marcas en los alrededores del estadio Luis Franzini, lugar en el que culminara ese día de 1983 la denominada «Marcha del estudiante», organizada por la asceep —Asociación Social y Cultural de Estudiantes de la Enseñanza Pública, hoy Federación de Estudiantes Universitarios del Uruguay—, la primera gran manifestación estudiantil en reclamo de un retorno a la democracia. A través de esta iniciativa se colocaron un total de 29 marcas.
Cada marca consta de una serie de esferas de hormigón aplanadas a modo de asientos, de unos cuarenta centímetros de diámetro, montadas sobre la vía pública —veredas, plazas y otros espacios públicos abiertos— y acompañadas de una placa circular de granito pulido, con información relativa al lugar que fuera sitio de acción de resistencia popular hacia el gobierno de facto de la época.

## Marcas promovidas por Ley 18596
La colocación de las marcas de la memoria se suma a las «acciones materiales o simbólicas de reparación moral con el fin de restablecer la dignidad» y «honrar la memoria histórica de las víctimas del terrorismo y del uso ilegítimo del poder del Estado», acciones a las que el Estado está obligado de acuerdo a la ley n.º 18596 de 9 de septiembre de 2009. . En cumplimiento de dicha Ley se han colocado placas o expresiones materiales simbólicas recordatorias en sitios públicos donde notoriamente se identifique que se hayan producido violaciones a los derechos humanos desde el 27 de junio de 1973 hasta el 28 de febrero de 1985, por motivos políticos, ideológicos o gremiales.
Todas las placas tienen, además del texto que se indica en las tablas de los anexos, la identificación de la “Comisión Especial Ley 18.596”, del Ministerio de Educación y Cultura de Uruguay y el logotipo de Presidencia de la República.

## Marcas promovidas por Ley 19641

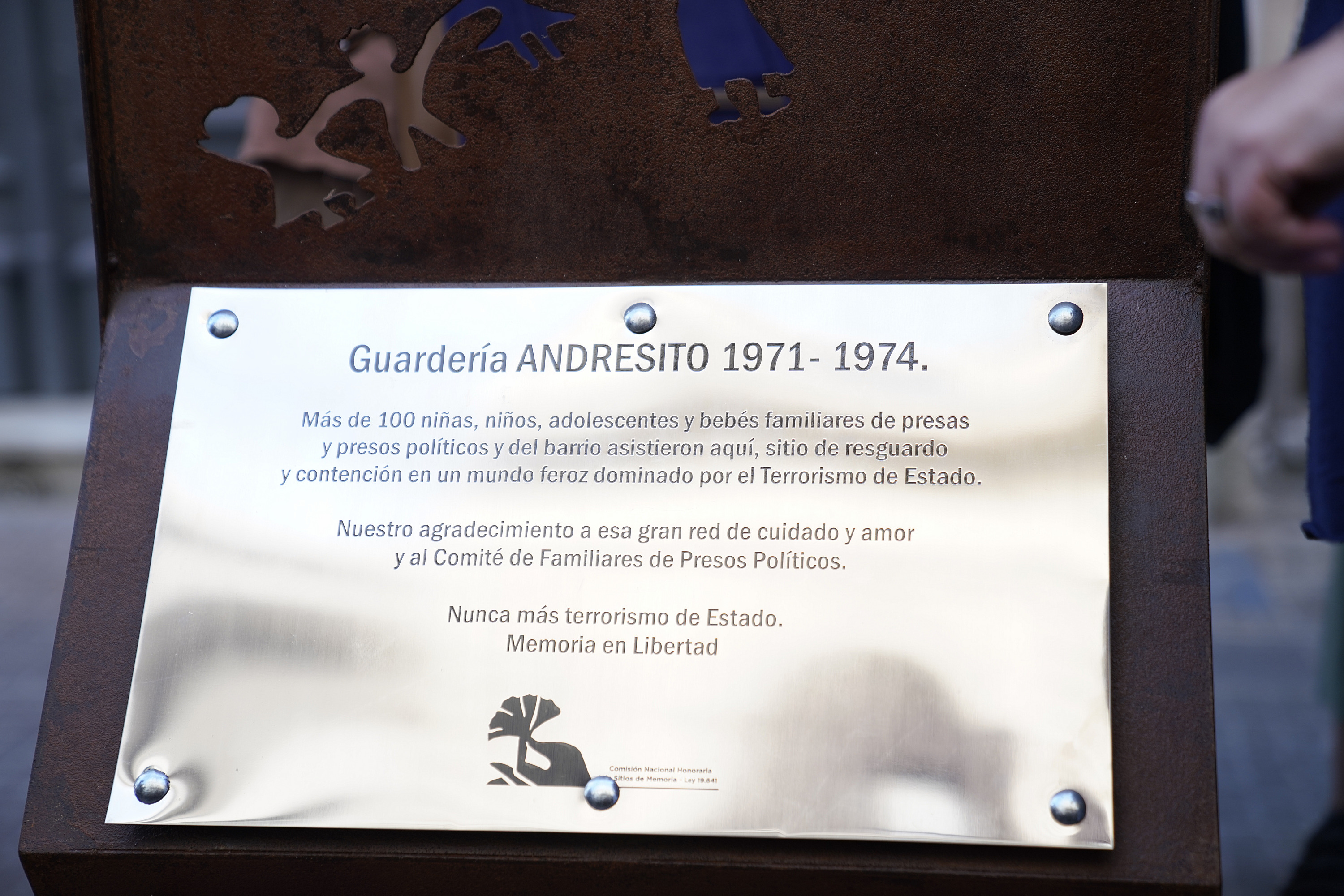
Marca de Memoria de la Guardería Andresito en Ciudad Vieja, Montevideo

La Ley N° 19641 declara de interés general la creación y declaración de los Sitios de Memoria Histórica del pasado reciente, considerando sitios de memoria a aquellos espacios físicos donde se verificaron violaciones a los derechos humanos por parte del Estado, actos de resistencia y lucha por la construcción o recuperación democrática, u otros sitios a los cuales las víctimas, familiares o las comunidades los asocian con esos acontecimientos.
Esta ley crea la Comisión Nacional Honoraria de Sitios de Memoria que dependerá de la Institución Nacional de Derechos Humanos y Defensoría del Pueblo, con cometidos asociados a la implementación de estos sitios.
Todas estas placas tienen, además del texto que se indica en las tablas de los anexos, el encabezado “Comisión Nacional Honoraria de Sitios de Memoria - Ley 19.641” y un logotipo característico, e incluyen la frase “NUNCA MÁS TERRORISMO DE ESTADO” y la fecha de su colocación.

## Otras marcas de la memoria en Uruguay y en el exterior
A las ya indicadas se han sumado otras instalaciones con similares fines y alcance, impulsadas por particulares, organizaciones barriales, sindicatos, partidos políticos y gobiernos locales.
También existen marcas instaladas en otros países en memoria de personas o colectivos uruguayos que fueron protagonistas -y en muchos casos víctimas- de la lucha por la democracia y en contra de las dictaduras que asolaron la región en las décadas de 1970 y 1980 en el marco del Plan Cóndor.

## Detalle de marcas de la memoria
En los Anexos siguientes se puede encontrar información detallada de marcas de la memoria instaladas: ubicación geográfica, datos de su colocación, texto de las inscripciones y fotografías.
- Anexo:Marcas de la Memoria dedicadas a eventos
- Anexo:Marcas de la Memoria dedicadas a lugares
- Anexo:Marcas de la Memoria dedicadas a personas, colectivos y organizaciones